# Leptonema speciosum
Leptonema speciosum är en nattsländeart som först beskrevs av Hermann Burmeister 1839.  Leptonema speciosum ingår i släktet Leptonema och familjen ryssjenattsländor. Inga underarter finns listade i Catalogue of Life.